# Vedat Karakuş
Vedat Karakuş (* 28. Februar 1998 in  Şanlıurfa) ist ein türkischer Fußballtorhüter.

## Karriere
Karakuş spielte erst Vereinsfußball in der Jugendabteilung von Lüleburgazspor und gehörte ab 2016 dem Profikader Kayserispor an.